# Emms Family Award
Emms Family Award – nagroda przyznawana każdego sezonu najlepszemu debiutantowi sezonu Ontario Hockey League.

## Lista nagrodzonych
- 2016–2017: Ryan Merkley, Guelph Storm
- 2015–2016: Alexander Nylander, Mississauga Steelheads
- 2014–2015: Alex DeBrincat, Erie Otters
- 2013–2014: Travis Konecny, Ottawa 67’s
- 2012–2013: Connor McDavid, Erie Otters
- 2011–2012: Aaron Ekblad, Barrie Colts
- 2010–2011: Nail Jakupow, Sarnia Sting
- 2009–2010: Matthew Puempel, Peterborough Petes
- 2008–2009: Jewgienij Graczow, Brampton Battalion
- 2007–2008: Taylor Hall, Windsor Spitfires
- 2006–2007: Patrick Kane, London Knights
- 2005–2006; John Tavares, Oshawa Generals
- 2004–2005: Benoit Pouliot, Sudbury Wolves
- 2003–2004: Bryan Little, Barrie Colts
- 2002–2003: Rob Schremp, Mississauga IceDogs
- 2001–2002: Patrick O’Sullivan, Mississauga IceDogs
- 2000–2001: Rick Nash, London Knights
- 1999–2000: Derek Roy, Kitchener Rangers
- 1998–1999: Sheldon Keefe, Barrie Colts
- 1997–1998: David Legwand. Plymouth Whalers
- 1996–1997: Peter Sarno, Windsor Spitfires
- 1995–1996: Joe Thornton, Sault Ste. Marie Greyhounds
- 1994–1995: Bryan Berard, Detroit Junior Red Wings
- 1993–1994: Witalij Jaczmieniow, North Bay Centennials
- 1992–1993: Jeff O’Neill, Guelph Storm
- 1991–1992: Chris Gratton, Kingston Frontenacs
- 1990–1991: Cory Stillman, Windsor Spitfires
- 1989–1990: Chris Longo, Peterborough Petes
- 1988–1989: Owen Nolan, Cornwall Royals
- 1987–1988: Rick Corriveau, London Knights
- 1986–1987: Andrew Cassels, Ottawa 67’s
- 1985–1986: Lonnie Loach, Guelph Storm
- 1984–1985: Derek King, Sault Ste. Marie Greyhounds
- 1983–1984: Shawn Burr, Kitchener Rangers
- 1982–1983: Bruce Cassidy, Ottawa 67’s
- 1981–1982: Pat Verbeek, Sudbury Wolves
- 1980–1981: Tony Tanti, Oshawa Generals
- 1979–1980: Bruce Dowie, Toronto Marlboros
- 1978–1979: John Goodwin, Sault Ste. Marie Greyhounds
- 1977–1978: Wayne Gretzky, Sault Ste. Marie Greyhounds
- 1976–1977: Mike Gartner, Niagara Falls Flyers
- 1975–1976: John Tavella, Sault Ste. Marie Greyhounds
- 1974–1975: Danny Shearer, Hamilton Fincups
- 1973–1974: Jack Valiquette, Sault Ste. Marie Greyhounds
- 1972–1973: Dennis Maruk, London Knights